# 刘毅 (1963年)
刘毅（1963年5月—），广东南海人。1984年7月参加工作，1984年6月加入中国共产党。华南师范大学中文系汉语言文学专业毕业，西北农林科技大学农业推广专业硕士学位。中华人民共和国政治人物。

## 生平
歷任中共茂名市委副书记、茂名市常务副市长、中共西藏林芝地委常务副书记、中共广东省委组织部副部长。2017年5月任中共江门市委副书记、江门市市长。2021年1月任广东省人大环境与资源保护委员会主任委员。